# Callicostella pallida
Callicostella pallida är en bladmossart som beskrevs av Johan Ångström 1876. Callicostella pallida ingår i släktet Callicostella och familjen Hookeriaceae. Inga underarter finns listade i Catalogue of Life.